# Glory (1989)
| Figur                       | Darsteller          | Deutscher Sprecher     |
| --------------------------- | ------------------- | ---------------------- |
| Col. Robert Gould Shaw      | Matthew Broderick   | Stefan Gossler         |
| Major Cabot Forbes          | Cary Elwes          | Matthias Klages        |
| Sgt. Maj. John Rawlins      | Morgan Freeman      | Helmut Krauss          |
| Private Trip                | Denzel Washington   | Lutz Mackensy          |
| Corpl. Thomas Searles       | Andre Braugher      | Detlef Bierstedt       |
| Capt. Charles Morse         | Donovan Leitch      | Clemens Elsner         |
| Gov. John Albion Andrew     | Alan North          | Friedrich Schoenfelder |
| Gen. Charles Harker         | Bob Gunton          | Rüdiger Evers          |
| Col. James M. Montgomery    | Cliff DeYoung       | Joachim Tennstedt      |
| Gen. George Crockett Strong | Jay O. Sanders      | Jürgen Kluckert        |
| Frederick Douglass          | Raymond St. Jacques | Walter Tschernich      |

Glory (englisch für ‚Ruhm‘) ist ein Historiendrama aus dem Jahr 1989 über die im Amerikanischen Bürgerkrieg auf Seiten der Union kämpfenden schwarzen Truppen, im Besonderen der allerersten, historisch belegten Einheit, der 54th Massachusetts Volunteer Infantry (die 54. Massachusetts Freiwilligeninfanterie).
Dem Drehbuch dieses Films liegt ein Roman von Lincoln Kirstein zugrunde und die deutsche Synchronisation wurde von der Firma Magma Synchron GmbH, Berlin, erstellt, wobei Joachim Kunzendorf für die Dialogregie verantwortlich war.

## Handlung
Die USA während des amerikanischen Bürgerkriegs: Hauptmann Robert Gould Shaw, ein junger Offizier aus einer der reichen Abolitionistenfamilien in Boston kämpft auf Seiten der Union in der Schlacht am Antietam, wo er verwundet wird. Er wird von einem Schwarzen namens John Rawlins gerettet und ins Lazarett gebracht. Dort erfährt Shaw, dass Präsident Lincoln im Begriff ist, die Emanzipations-Proklamation im Parlament einzubringen. Nach seiner Genesung bekommt Shaw den Auftrag, als Oberst das 54. Infanterieregiment des Staates Massachusetts nur aus schwarzen Rekruten aufzustellen und für den Kriegseinsatz vorzubereiten. Nach anfänglichem Zögern widmet er sich voller Begeisterung dieser Aufgabe und verfolgt mit ihr seine Vision: Er will beweisen, dass schwarze Soldaten genauso gut kämpfen können wie weiße, was von vielen Offizieren der Unionsarmee bezweifelt wird.
Durch harte Arbeit und strenge Disziplin will Shaw aus diesen einfachen Männern, zum Teil entlaufene Sklaven, für ihre Sache einstehende Soldaten machen. Dabei muss er auch zu drakonischen Strafen wie dem Auspeitschen greifen, was ihm eigentlich sehr missfällt. Einige seiner Rekruten haben bereits schwer unter ihren ehemaligen Sklavenhaltern gelitten. Allerdings stellt es sich heraus, dass das Regiment nur für Arbeitseinsätze aufgestellt wurde und entsprechend schlecht ausgerüstet wird. Persönliche Konflikte innerhalb des Regiments bleiben nicht aus: Trip, ein entlaufener Sklave, hat Meinungsverschiedenheiten mit John Rawlins, weil Trip die von Weißen geprägte Gesellschaft nicht akzeptieren will. Rawlins gelingt es, ihn davon zu überzeugen, dass sie alle, auch wenn sie für die Weißen kämpfen, wenigstens den Kampf für sich selbst und ihren Stolz als freie Menschen führen sollen. Shaw verliest in Gegenwart seiner Soldaten eine Direktive der Armee der Südstaaten: Schwarze Soldaten und weiße Soldaten der Nordstaaten, die schwarze Soldaten kommandieren, sollen nicht als Kriegsgefangene behandelt, sondern direkt nach ihrer Gefangennahme ermordet werden.
Shaw schafft es, eine Kampferlaubnis für das Regiment zu bekommen, und dieses wehrt erfolgreich einen Angriff der Konföderierten auf der Insel St. James ab. Danach wartet bereits die nächste Aufgabe auf sie: Fort Wagner, ein Fort im Hafen von Charleston, das von der Unionsarmee belagert wird und eingenommen werden muss, um Zugang zu diesem wichtigen konföderierten Hafen zu erhalten. General George Crockett Strongs Brigade hat den Befehl, das Fort am 18. Juli 1863 anzugreifen. Shaw zögert keine Minute und bietet sein Regiment für diesen Angriff an. Dieser soll vom Strand aus erfolgen. Vor dem Angriff marschiert das schwarze Regiment an den Strand und weiße Soldaten der Nordstaaten salutieren vor ihnen.
Der Angriff scheitert, Shaw fällt, und die 54. Infanterie wird verlustreich zurückgeschlagen. Shaw wird von den Konföderierten gemeinsam mit seinen schwarzen Soldaten in einem Massengrab bestattet. Im Nachwort wird erwähnt, dass der Mut dieser Einheit dennoch zahlreiche andere Schwarze dazu bewogen hat, sich für die Union zu den Waffen zu melden, was von Präsident Lincoln als entscheidender Beitrag zum Ausgang des Krieges gewürdigt wurde. Insgesamt nahmen 180.000 schwarze Soldaten auf Seiten der Nordstaaten am Bürgerkrieg teil. Die letzte Einstellung der Kamera zeigt das Robert Gould Shaw Memorial im Bostoner Park Boston Common.

## Kritik
Glory erhielt ein sehr gutes Presseecho, was sich auch in den Auswertungen US-amerikanischer Aggregatoren widerspiegelt. So erfasst Rotten Tomatoes fast ausschließlich positive Besprechungen und ordnet den Film dementsprechend als „Zertifiziert Frisch“ ein. Laut Metacritic fallen die Bewertungen im Mittel „Grundsätzlich Wohlwollend“ aus.
Er gehört zu den hundert Lieblingsfilmen des Kritikers James Berardinelli:

„Glory soll dem Zuschauer ein Beispiel geben, aber muss das weder erzwingen noch dafür täuschen. Im Kern stehen die Figuren und die Art und Weise, mit der sie Hindernisse überwinden, darunter ganz besonders ihre eigenen Dämonen. […] Glorys Finale ist die perfekte Mischung aus Triumph und Tragödie – ein Abgesang auf die 54., die zu Tränen rührt und gleichzeitig das Herz erbaut. Und er erreicht diese beiden Ziele, indem er statt auf offensichtliche Manipulation lieber auf ein starkes Buch und wirksame Figurenentwicklung setzt.“

Er weist außerdem darauf hin, dass der Film durch seine hohe Faktentreue auch einen festen Platz im US-amerikanischen Geschichtsunterricht gefunden hat. Das deutsche Lexikon des internationalen Films indes kann diesen Blickwinkel nicht teilen.

„Der mit akribischer Detailtreue inszenierte Historienfilm führt seine Absicht, ein ‚Hohes Lied‘ auf die Emanzipation der Schwarzen zu singen, durch seinen heroischen, distanzlosen Inszenierungsstil und die unerträglich pathetische Musik ad absurdum. Zumindest hierzulande erscheint der Film lediglich als ein militärisch selbstbewußtes, vordergründiges Kriegsspektakel; auch schauspielerisch enttäuschend, so sind allenfalls die durchkomponierten Bilder bemerkenswert.“

„Ein starker, wertvoller Film, egal aus welcher Sichtweise man ihn betrachtet.“

## Auszeichnungen
- 1989: National Board of Review of Motion Pictures Award Bester Film (Nominierung)
- 1989: New York Film Critics Circle Awards	Bester Nebendarsteller (Denzel Washington) 	(Nominierung)
- 1989: Writers Guild of America Award Bester Schnitt Kevin Jarre 	(Nominierung)
- Bei der Oscarverleihung 1990 wurde der Film in den Kategorien Bester Ton, Beste Kamera und Bester Nebendarsteller (Denzel Washington) ausgezeichnet und war in zwei weiteren Kategorien nominiert: Bestes Produktionsdesign (Norman Garwood und Garrett Lewis) und bester Schnitt (Steven Rosenblum)
- Ein Golden Globe als Bester Nebendarsteller ging 1990 an Denzel Washington. Der Film wurde in vier weiteren Kategorien für den Golden Globe nominiert: Bestes Drama, Bester Regisseur, Bestes Drehbuch, Beste Filmmusik.
- James Horner wurde für seine Musik mit einem Grammy ausgezeichnet.
- 1990: Die American Cinema Editors vergaben den Titel Am besten geschnittener Film an Glory.
- 1990 erhielt der Film drei Kansas City Film Critics Circle Awards: Bester Film, Edward Zwick  als Bester Regisseur, Denzel Washington Bester Nebendarsteller.
- 1990: Political Film Society Awards 	Menschenrechte (Nominierung)
- 1992: NAACP Image Awards Bester Film und Bester Nebendarsteller (Denzel Washington)